# Manitou Islands
Manitou Islands är öar i Kanada.   De ligger i provinsen Ontario, i den sydöstra delen av landet, 300 km väster om huvudstaden Ottawa.
Trakten runt Manitou Islands är nära nog obefolkad, med mindre än två invånare per kvadratkilometer.